# My Cassette Player
My Cassette Player ist das Debütalbum der deutschen Sängerin Lena Meyer-Landrut. Es wurde am 7. Mai 2010 unter ihrem Bühnennamen Lena veröffentlicht. Produzent ist, mit Ausnahme der Titel Satellite und Bee, Stefan Raab. Der Titel des Albums bezieht sich auf Hörspielkassetten ihrer Kindheit wie Bibi Blocksberg.

## Lieder
Das Album beinhaltet sowohl Meyer-Landruts Nummer-1-Hit Satellite als auch die als Single veröffentlichten Songs Love Me und Bee, die sie alle im Finale der Casting-Show Unser Star für Oslo, dem Vorentscheid zum Eurovision Song Contest 2010 in Oslo, gesungen hat. Die drei Titel wurden vorab am 13. März 2010 als Download veröffentlicht. Ebenfalls bereits in der Casting-Show dargeboten hat Meyer-Landrut die Coverversionen My Same (von Adele) und Mr. Curiosity (von Jason Mraz). Weiterhin enthält das Album das von Ellie Goulding geschriebene Stück Not Following. Fünf weitere Titel wurden von Stefan Raab in Zusammenarbeit mit Meyer-Landrut geschrieben, zwei von ihm allein sowie ein weiterer zusammen mit Pär Lammers und Daniel Schaub. Die Downloadportale iTunes Store und Amazon.de bieten darüber hinaus die Bonus-Lieder New Shoes (von Paolo Nutini, ebenfalls ein Lied aus der Castingshow) und We Can’t Go On an.

## Illustration
Das Coverfoto entstand im Rahmen eines Fotoshootings und zeigt die Künstlerin auf einem Hocker sitzend inmitten zahlreicher auf dem Boden verstreuter Kassetten. Neben dem Hocker steht außerdem ein silberfarbener Kassettenrekorder SKR 700 aus DDR-Produktion. Die Fotos des Covers wurden von Sophie Krische aufgenommen. Ronald Reinsberg übernahm die Gestaltung des Artworks.

## Titelliste
| #   | Titel                   | Autor(en)                                          | Produzent(en)                              | Länge |
| --- | ----------------------- | -------------------------------------------------- | ------------------------------------------ | ----- |
| 1.  | Satellite               | Julie Frost, John Gordon                           | Brix, Ingo Politz, Bernd Wendlandt, Gordon | 2:55  |
| 2.  | My Cassette Player      | Stefan Raab, Lena Meyer-Landrut                    | Raab                                       | 3:35  |
| 3.  | Not Following           | Ellie Goulding, Jonny Lattimer                     | Raab                                       | 3:36  |
| 4.  | I Like to Bang My Head  | Raab, Meyer-Landrut                                | Raab                                       | 3:23  |
| 5.  | My Same                 | Jim Abbiss, Adele                                  | Raab                                       | 3:02  |
| 6.  | Caterpillar in the Rain | Raab, Meyer-Landrut                                | Raab                                       | 3:42  |
| 7.  | Love Me                 | Raab, Meyer-Landrut                                | Raab                                       | 2:59  |
| 8.  | Touch a New Day         | Raab                                               | Raab                                       | 3:08  |
| 9.  | Bee                     | Rosi Golan, Per Kristian Ottestad, Mayaeni Strauss | Ottestad                                   | 3:00  |
| 10. | You Can’t Stop Me       | Raab                                               | Raab                                       | 2:54  |
| 11. | Mr. Curiosity           | Lester Mendez, Dennis James Morris, Jason Mraz     | Raab                                       | 3:41  |
| 12. | I Just Want Your Kiss   | Daniel Schaub, Pär Lammers, Raab                   | Raab                                       | 3:05  |
| 13. | Wonderful Dreaming      | Raab, Meyer-Landrut                                | Raab                                       | 3:32  |

Bonustitel
| #   | Titel          | Autor(en)                                | Produzent(en) | Länge |
| --- | -------------- | ---------------------------------------- | ------------- | ----- |
| 14. | We Can’t Go On | Lammers, Schaub                          | Raab          | 3:15  |
| 15. | New Shoes      | Matty Benbrook, Jim Duguid, Paolo Nutini | Raab          | 3:23  |

Zusätzlich gibt es bei der Deluxe-Version eine DVD mit der NDR/ProSieben-Dokumentation Lena – Unser Star für Oslo und dem Musikvideo zu Satellite.
Auf einer Sonderedition des Versandhändlers Tchibo wurden darüber hinaus die Unser-Star-für-Oslo-Auftritte von My Same, Mr. Curiosity, Bee, Satellite und Love Me veröffentlicht.
Am 26. November 2010 erschien eine limitierte Platinedition, auf der neben den Liedern We Can’t Go On und New Shoes die Videos zu den Singles Satellite und Touch a New Day sowie die von Lena Meyer-Landrut kommentierte Brainpool-Dokumentation Das Wunder von Oslo veröffentlicht sind.

## Singleauskopplungen
| Jahr | Titel           | Höchstplatzierung, Gesamtwochen, AuszeichnungChartplatzierungen (Jahr, Titel, , Platzierungen, Wochen, Auszeichnungen, Anmerkungen) | Höchstplatzierung, Gesamtwochen, AuszeichnungChartplatzierungen (Jahr, Titel, , Platzierungen, Wochen, Auszeichnungen, Anmerkungen) | Höchstplatzierung, Gesamtwochen, AuszeichnungChartplatzierungen (Jahr, Titel, , Platzierungen, Wochen, Auszeichnungen, Anmerkungen) | Höchstplatzierung, Gesamtwochen, AuszeichnungChartplatzierungen (Jahr, Titel, , Platzierungen, Wochen, Auszeichnungen, Anmerkungen) | Anmerkungen                                                    | [↑]: gemeinsam behandelt mit vorhergehendem Eintrag; [←]: in beiden Charts platziert |
| Jahr | Titel           | DE | AT | CH | UK | Anmerkungen                                                    |                                                                                      |
| ---- | --------------- | --- | --- | --- | --- | -------------------------------------------------------------- | ------------------------------------------------------------------------------------ |
| 2010 | Satellite       | DE1 ×2Doppelplatin · (41 Wo.)DE | AT2 (24 Wo.)AT | CH1 Platin · (24 Wo.)CH | UK30 (3 Wo.)UK | Erstveröffentlichung: 13. März 2010 Verkäufe: + 665.000        |                                                                                      |
| 2010 | Bee             | DE3 (13 Wo.)DE | AT26 (6 Wo.)AT | CH27 (3 Wo.)CH[UK: ↑] | UK30 (3 Wo.)UK | Erstveröffentlichung: 13. März 2010 auch B-Seite von Satellite |                                                                                      |
| 2010 | Love Me         | DE4 (12 Wo.)DE | AT28 (8 Wo.)AT | CH39 (2 Wo.)CH[UK: ↑] | UK30 (3 Wo.)UK | Erstveröffentlichung: 13. März 2010 auch B-Seite von Satellite |                                                                                      |
| 2010 | Touch a New Day | DE13 (11 Wo.)DE | AT26 (7 Wo.)AT | — | — | Erstveröffentlichung: 2. August 2010                           |                                                                                      |

## Rezeption
| Professionelle Bewertungen | Professionelle Bewertungen |
| -------------------------- | -------------------------- |
| Kritiken                   |                            |
| Quelle                     | Bewertung                  |
| Laut                       | [ 10 ]                     |
| CDStarts                   | [ 11 ]                     |
| LetMeEntertainYou          | [ 12 ]                     |
| Pooltrax                   | Positiv                    |

### Rezensionen
Die Kritiken fallen unterschiedlich aus. Während der Kritiker der Stuttgarter Nachrichten den überdeutlichen Einfluss von Stefan Raab bemängelte, bezeichnete die Neue Presse My Cassette Player „als charmantes Debüt“. Für den Focus ist das Album „ein bunter Bandsalat musikalischer Belanglosigkeiten“. In der FAZ verwies Eleonore Büning darauf, „dass My Cassette Player für ein breitgefächertes Zielpublikum produziert wurde, das nicht überfordert werden darf“. Matthias Reichel vom Musikportal CDStarts bescheinigte dem Album „mehr Charme und Leben als jeder einzelnen Veröffentlichung eines DSDS-Siegers“.
Laut.de resümierte dagegen, dass „My Cassette Player sicher angenehmer als alles von Silbermond und Ich + Ich“ sei. „Vor allem wird nun aber deutlich, dass Raabs Eigenkomposition Love Me im Vergleich zu Satellite das bessere Lied ist und das eingängig-verspielte Bee der bessere Eurovision Song Contest-Beitrag gewesen wäre“. Das Album sei „nicht wirklich crazy“, aber unterhaltsam „und vor allem eine waschechte Raab-Produktion: Fröhlicher Mitsumm-Pop mit Glockenspiel (Love Me, You Can’t Stop Me), eine Schippe Mutzke-Midtempo-Soul (Touch a New Day), lupenreine 60s-Beats mit Handclaps (Bee) und natürlich zwei bekannte Coverversionen (Jason Mraz’ Mr. Curiosity, Adeles My Same)“.

### Charts und Chartplatzierungen
Das Album My Cassette Player und die Single Satellite erreichten sowohl bei Erstveröffentlichung als auch direkt im Anschluss an den Eurovision-Song-Contest-Sieg in Deutschland, Österreich und der Schweiz ihre jeweilige Höchstposition. Nach dem Sieg war das Lied zudem europaweit in den meisten Charts erfolgreich, das Album erreichte in Norwegen Platz 7. Im Februar 2011 erhielt das Album für über 500.000 verkaufte Exemplare 5-mal Gold.
| ChartsChartplatzierungen | Höchstplatzierung | Wochen |
| ------------------------ | ----------------- | ------ |
| Deutschland (GfK)        | 1 (44 Wo.)        | 44     |
| Österreich (Ö3)          | 1 (18 Wo.)        | 18     |
| Schweiz (IFPI)           | 3 (18 Wo.)        | 18     |

| ChartsJahrescharts (2010) | Platzierung |
| ------------------------- | ----------- |
| Deutschland (GfK)         | 5           |
| Österreich (Ö3)           | 39          |
| Schweiz (IFPI)            | 45          |

### Auszeichnungen für Musikverkäufe
| Land/Region        | Auszeichnungen für Musikverkäufe (Land/Region, Auszeichnung, Verkäufe) | Verkäufe |
| ------------------ | ---------------------------------------------------------------------- | -------- |
| Deutschland (BVMI) | 5× Gold                                                                | 500.000  |
| Insgesamt          | 1× Gold · 2× Platin ·                                                  | 500.000  |